# Lepthyphantes agnellus
Lepthyphantes agnellus is een spinnensoort in de taxonomische indeling van de hangmatspinnen (Linyphiidae).
Het dier behoort tot het geslacht Lepthyphantes. De wetenschappelijke naam van de soort werd voor het eerst geldig gepubliceerd in 1988 door Maurer & Konrad Thaler.